# Klaszter
Lásd még: Cluster (egyértelműsítő lap)
A klaszter az angol cluster szó magyar fonetikus megfelelője. Olyan cégek gazdasági hálózata, amelyek ugyanabban az ágazatban (előállítók, szállítók, kutatók, szolgáltatók) dolgoznak, illetve azonos ágazatokat fognak össze (Kereskedelmi és Iparkamarák).
Michael Porter a Harvard Business School professzorának megfogalmazásában "kölcsönösen együttműködő cégek, szakosodott beszállítók, szolgáltatók, kapcsolódó iparágak cégeinek és velük kapcsolatban álló intézmények (egyetemek, állami szervezetek, ügynökségek, szakmai egyesületek, kereskedelmi szövetségek) földrajzi koncentrációja, melyeket egy adott témában/területen hasonlóságaik és egymást kiegészítő jellemzőik kapcsolnak össze".
A klaszter jelentése az Idegen szavak és kifejezések kéziszótára szerint "csoport, halmaz. Átvitt értelemben a klaszter kifejezés jelentése: társulás, egységbe tömörülés, összefogás, szövetkezés. A klaszter társult tagok gazdasági együttműködésére, azonos üzleti érdekek és célok elérése érdekében történt közös képviselet létrehozása (például értékesítési hálózat kialakítása)."
A klaszterek tagjai a költségeik csökkentése, valamint tevékenységük hatékonyságának növelése érdekében tömörülnek. A klaszter költségeit a tagok fedezik, tagjai – a magyar gazdasági viszonylatokat figyelembe véve – kis- és középvállalkozások, amelyek kis tőkével rendelkeznek.

## Klaszterek világszerte

### Amerikai Egyesült Államok
- Detroitban, az amerikai autógyártás fellegvárában alakult egy autóipari klaszter.

### Európa
- D-A-CH Cluster (Németország - Ausztria - Svájc)

Az Unilever cég alapította, központja Hamburgban található.

#### Németország
- Autoland - Baden-Württemberg

Baden-Württembergben található. A központja Stuttgartban van. Tagjai autógyártó cégek (Audi, Daimler).
- ACOD - Automotive Cluster Ostdeutschland

Kelet-Németország területén alakult. Tagjai autógyártó cégek, beszállítóik, szolgálatócégek és kutatóintézetek. A központja Lipcsében van.
- Autoland Sachsen

Szintén autóipari cégeket (Volkswagen, Porsche, BMW) fog össze. Központja Drezdában van.

#### Magyarország
Magyarországon közel 180 klaszter működik. A Pólus Programban akkreditált innovációs klaszter címet elnyert klaszterek száma 17.
- A Vállalkozók Közép-magyarországi Regionális Szövetsége 2008-ban magyar mikro-, kis- és középvállalkozások, továbbá a gödöllői Szent István Egyetem és a Gödöllői Innovációs Központ összefogásával hozta létre a Környezetvédelmi Technológiai Innovációs Klasztert.
- 2001. június 14-én alakult a Pannon Fa- és Bútoripari Klaszter (PANFA), mint a nyugat-dunántúli régió fa- és bútoripari vállalkozásainak, kutató és szolgáltató szervezeteinek együttműködését elősegítő hálózat. Az eltelt évek alatt a PANFA az egyik legnagyobb hazai klaszterré nőtte ki magát. Saját szolgáltatásai közt szerepel vásárszervezés (pl.: Pannon Design) Archiválva 2021. március 1-i dátummal a Wayback Machine-ben, innovációs tanácsadás, forrásfigyelés, stb. Több saját védjegy (Pannon Klaszterbútor) és díj (Fából Emberit - Faépítészeti Díj) tulajdonosa, melyek elnyerésére évente pályázatot hirdet.
- 2003-ban alakult az elsők között az Omnipack Első Magyar Csomagolástechnikai Klaszter
- Mobilitás és Multimédia Klaszter

Célja, hogy a magyarországi mobil és multimédiás technológiák terén az elaprózódott kutató és fejlesztő kapacitások összefogásával olyan szinergiákat érjen el, amelyek révén erősíteni tudja a magyar gazdaság nemzetközi versenyképességét.
- Észak-alföldi Termál Klaszter Egyesület

Célja, hogy elősegítse az Észak-alföldi régió termál- és gyógy-idegenforgalmának fejlődését. Központja Szolnokon található.
- Pannon Termál Klaszter

Célja új termál és gyógy-turisztikai kapcsolatok kialakításának elősegítése. Központja Bükfürdőn található.
- 3P Műanyagipari, Csomagolástechnikai, Nyomdaipari Klaszter

A klaszter célja a tagok közötti együttműködés generálása, a tagok sikeres működésének támogatása. Központja Kecskeméten található.
- PANNON K+F+I+O Klaszter

A klaszter 2006 decemberében alakult az IKT területére fókuszálva. A klaszter fő stratégiai célja a Pólus Innovációs Klaszter szint elérése. A klaszter 2008 szeptemberében szerzett "Akkreditált klaszter" címet. Központja Veszprémben található (www.pannonpolus.hu)
- Záhony Térségi Logisztikai Klaszter

A határ menti logisztikai klaszter az érintett térségi logisztikai vállalkozások közös érdekérvényesítésének legfőbb eszköze. Célja, hogy Záhonyt ismét versenyképes szárazföldi kikötővé tegye, s egyúttal elősegítse a térségi célok elérését, úgymint:
- a Záhony és Térsége Vállalkozási Övezet gazdasági és társadalmi fejlődését;
- kutatás-fejlesztési, tudományos és innovációs tevékenység megélénkülését;
- munkaerőpiaci együttműködések előmozdítását;
- munkaerőpiaci képzések elindítását.

A határ menti logisztikai klaszter Alapítói nyitott szervezetet kívánnak működtetni. A térség és a logisztikai vállalkozások versenyhelyzetét javító összefogást önkormányzatok, kapcsolódó és támogató iparágak, pénzügyi intézmények, infrastrukturális szervezetek (oktató, képző, kutató), valamint vállalkozói szövetségek (kamarák) integrációjával kívánják erősíteni.
- ENIN Környezetipari Klaszter

Az Észak-Magyarországi Régió egyetlen akkreditált innovációs klaszterjának hosszútávú célja egy kelet-közép-európai környezetipari mintatérség kialakítása 2015-re.
A tervezett mintatérség főbb ismérvei, hogy:
- példaértékűen magas szintű üzleti kooperáció jellemzi;
- a környezetipari kapacitások és kompetenciák koncentráltan vannak jelen;
- kiemelkedő az innovációs és technológiafejlesztési tevékenység;
- továbbá, hogy Kelet-Közép-Európán belül a környezetipar számára legkedvezőbb területfejlesztési és gazdaságfejlesztési környezet áll rendelkezésre.

A klaszter tagjai közt számos kis- és középvállalkozás található, azonban nagyvállalatok is megjelentek a klaszterben, így a Borsodchem Zrt. Az elmúlt évek változásaira koncentráló mutatók (árbevétel és export árbevétel növekedés) alapján dinamikusan bővül a klaszter kkv tagjainak teljesítménye.
- Zöld Áramlat Megújuló Energetikai és Innovációs Klaszter

Célja fejleszteni és elősegíteni a megújuló energiaforrások komplex rendszerére épülő projektek generálását és megvalósítását, a megújuló energiaforrások hasznosítását, az energiahatékonyság fokozását, továbbá az innovatív megújuló energetikai technológiák kialakítását, piaci bevezetését. Központja az Észak-Alföld régióban, Szolnokon található.
- Turisztikai Hotel Klaszter

Célja, hogy elősegítse Észak-Magyarország wellness-, gyógy- és borturizmusának fejlődését, a szolgáltatói szektor értékesítési, marketing munkáját, projekteket generáljon a tagjai számára és élénkítse a beutazó turizmust. Központja Egerben található.